# Susanna Bliggenstorfer
Susanna Bliggenstorfer (* 1953 in Zürich) ist eine Schweizer Romanistin und Bibliotheksdirektorin.

## Werdegang
Susanna Bliggenstorfer studierte Romanistik an der Universität Zürich und absolvierte Forschungsaufenthalte in Florenz, Paris und Brüssel. In Zürich war sie Assistentin bei Marc-René Jung und wurde 1988 mit einer kommentierten Edition von Georges Chastellains Temple de Bocace promoviert. Bliggenstorfers Habilitation thematisierte «Poetische und satirische Aspekte» bei Eustache Deschamps. Sie arbeitete unter anderem als Dozentin an den Universitäten Zürich und Genf.
Bliggenstorfer übernahm 2005 die Leitung der Stadt- und Universitätsbibliothek Bern. Drei Jahre später wechselte sie als Direktorin an die Zentralbibliothek Zürich. Im Jahr 2017 trat sie von ihrem Amt zurück. An der Universität ebenda war sie zur Titularprofessorin für Romanische Philologie «unter besonderer Berücksichtigung der älteren galloromanischen und italienischen Literatur» berufen.

## Veröffentlichungen (Auswahl)
- Georges Chastellain: Temple de Bocace (Edition commentée, Dissertation). Francke, Bern 1988.
- Eustache Deschamps. Aspects poétiques et satiriques. (Habilitationsschrift Universität Zürich, 2000). Francke, Tübingen – Basel. 2005, ISBN 978-3-7720-8107-1.
- Wenn wir Zürcher nur auch so etwas hätten. Das Ferienheim Neumünster auf Kennelalp ob Mollis. Zürich 2022.

Übersetzerin:
- Gastone Cambin:  Die Mailänder Rundschilde. Beute aus der Schlacht bei Giornico 1478. Wappen – Sinnbilder – Zeichen. Luzern 1987.